# Abiquiú
Abiquiú es un lugar designado por el censo ubicado en el condado de Río Arriba en el estado estadounidense de Nuevo México, 85 kilómetros al norte de Santa Fe. En el Censo de 2010 tenía una población de 231 habitantes y una densidad poblacional de 93,59 personas por km².

## Toponimia
Su nombre proviene del tegua, y significa lugar de capulines. Se le añadió el Santo Tomás en referencia a Tomás el Apóstol, al que sigue dedicada la iglesia.

## Historia
Los indios pueblo de lengua tegua acababan de regresar del hoy Estado de Arizona tras vivir con los Hopi durante una larga temporada. El gobierno novomexicano decidió utilizar a éstos en una nueva política de fortalezas, que defendería sus fronteras de indios bárbaros, como apaches, comanches y navajos. Entregándoles tierras en diversas partes de lo que se consideraba la frontera, servirían como primera línea de defensa contra los bárbaros. Otros pueblos así fundados son Belén y Las Trampas.
Santo Tomás Abiquiú fue fundado en 1742 por y para la corona española por el padre Francisco Delgado, que estableció como vecinos a 42 familias de indios teguas. El lugar estaba entonces en la frontera extrema norte de la provincia La fundación no duraría mucho, pues en 1747 tanto Santo Tomás como el cercano Santa Rosa de Lima fueron fue víctima de un asalto de comanches, que se llevó a 23 mujeres y niños prisioneros. Esto obligó a abandonar temporalmente el pueblo. Sin embargo, volvería a ser poblado poco después, en 1753, cuando el gobernador de Santa Fe de Nuevo México Tomás Vélez Cachupín otorgó tierras en Abiquiú a 34 familias de genízaros para que cumplieran con la función arriba especificada. Abiquiú fue el tercero de estos establecimientos.
Al concordarse la paz con comanches y yutas a finales del siglo XVIII, se estableció una feria anual en Abiquiú, que atrajo multitud de indios al pueblo. Los yutas cambiaban pieles de venado por caballos y herramientas, mientras que los vecinos aprovechaban la ocasión para redimir o comprar niños cautivos. La paz duró hasta 1840, cuando 1000 yutas bajaron a Abiquiú con una lista de demandas a cumplir (una suerte de ultimátum). Los vecinos respondieron violentamente, matando a múltiples yutas en el acto. La paz no se reestableció sino hasta 1849 y de la mano del gobierno de los Estados Unidos, a cuyas manos había pasado la soberanía de Nuevo México desde el año anterior.
Durante el siglo XIX, el pueblo fue sujeto de despojos de sus tierras, batallando para mantener las 6500 hectáreas de que les hizo donación la Corona. Su derecho a las tierras se validó en 1894 ante los Estados Unidos, y en 1969 recibieron aun más tierra incluida en el antiguo otorgamiento que hasta entonces permanecía como un bosque nacional de los Estados Unidos.

## Geografía
Abiquiú se encuentra ubicado en las coordenadas 36°12′17″N 106°19′34″O / 36.20472, -106.32611. Según la Oficina del Censo de los Estados Unidos, Abiquiú tiene una superficie total de 2.47 km², de la cual 2.47 km² corresponden a tierra firme y 0 km² (0 %) es agua.

## Demografía
Según el censo de 2010, había 231 personas residiendo en Abiquiú. La densidad de población era de 93,59 hab./km². De los 231 habitantes, Abiquiu estaba compuesto por el 46.75 % blancos, el 0 % eran afroamericanos, el 9.09 % eran amerindios, el 0 % eran asiáticos, el 0 % eran isleños del Pacífico, el 36.8 % eran de otras razas y el 7.36 % pertenecían a dos o más razas. Del total de la población el 92.21 % eran hispanos o latinos de cualquier raza.

## Educación
Las Escuelas Públicas de Española gestiona la Escuela Primaria de Abiquiú.